# Cambio marito
Cambio marito (Switching Channels) è un film del 1987 diretto da Ted Kotcheff e tratto dalla commedia teatrale Prima pagina di Ben Hecht e Charles MacArthur, del 1928, e remake di vari film tratti da essa (come The Front Page).

## Trama
Il direttore di un'emittente televisiva, John L. Sullivan IV, riceve l'inaspettata notizia che la sua ex moglie Christy Colleran, nonché la migliore cronista d'assalto della sua TV, si sta per sposare con Blaine Bingham, uno yuppie che soffre di vertigini conosciuto durante una vacanza, e che dopo le nozze si trasferirà in un'altra città e lascerà la carriera giornalistica.
Per non farsela scappare decide di affidarle un incarico che non può rifiutare (deve salvare dalla sedia elettrica un uomo che in preda ad una forte depressione conseguente alla morte del figlio uccide per sbaglio un poliziotto) e intrappola Blaine in un ascensore di vetro in uno dei palazzi più alti della città.
Se all'inizio Christy capisce cosa John cerchi di fare, alla fine la passione per il suo lavoro prende il sopravvento e oltre a salvare l'uomo dalla sedia elettrica riesce a svelare un intrigo politico, ritrovando John e lasciando Blaine.